# Heliaster solaris
Heliaster solaris là tên của một loài sao biển thuộc họ Heliasteridae. Chúng sống ở gần đảo Española thuộc quần đảo Galápagos. Có lẽ loài sao biển này đã tuyệt chủng rồi.

## Mô tả
Loài này có khoảng từ 22 đến 24 cánh hình trụ, thon dài. Cánh thì dài hơn 1 phần 3 đường kính của phần giữa. Gai trên lưng nó xếp thành hàng và dài hơn ở chỗ khác. Gai và chân kìm nhỏ (một cơ quan giống càng cua) thì có màu vàng nhạt.